# HD 179949
HD 179949 — планетарная система и одноимённая звезда 6-й величины в созвездии Стрельца.

## Звезда
HD 179949 представляет собой жёлто-белый карлик (спектральный класс F8 V), тип звезды, более горячей и более люминесцентной, чем наше Солнце. Звезда расположена в 88 световых годах от Земли и её можно наблюдать при хороших погодных условиях невооружённым глазом. Но отчётливее звезду можно рассмотреть в бинокль. Астрономами была открыта планета, движущаяся по орбите вокруг HD 179949.

## Планетная система

### HD 179949 b
179949 b — кандидат на экзопланету, открытый в 2000 году. Критерий, по которому открыта данная планета — радиальная скорость. 179949 b относится к классу горячих юпитеров. Эффективная земная орбита 1.39 а. е.